# هارولد ميدينا
هارولد ميدينا (بالإنجليزية: Harold Medina)‏ هو قاضي ومحامي أمريكي، ولد في 16 فبراير 1888 في بروكلين في الولايات المتحدة، وتوفي في 14 مارس 1990 في ويستوود في الولايات المتحدة.